# Nissan Stadium (Nashville)

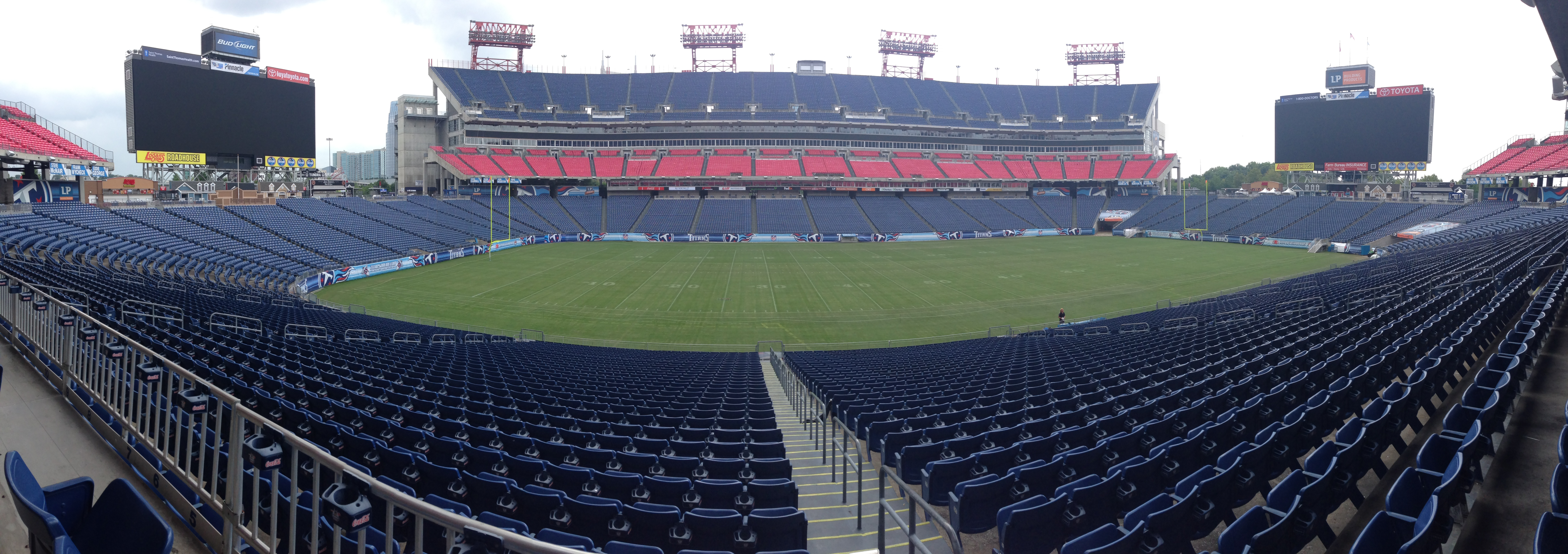
Panorámica del estadio.

El Nissan Stadium es un estadio de usos múltiples ubicado en la ciudad de Nashville, Tennessee, Estados Unidos. Se utiliza principalmente para el fútbol americano y es la casa de campo de los Tennessee Titans de la Liga Nacional de Fútbol (NFL) y los Tennessee State Tigers de la Universidad Estatal de Tennessee.
El Estadio Nissan está situado en la orilla este del río Cumberland, y posee un aforo de 69 143 asientos. Su primer evento fue un partido de pretemporada entre los Titanes y los Atlanta Falcons el 27 de agosto de 1999. Desde su apertura en 1999, se ha conocido por varios nombres, entre ellos Adelphia Coliseum 1999-2002, The Coliseum 2002-2006, y LP Field 2006-2015.